# Carcelia vexor
Carcelia vexor är en tvåvingeart som först beskrevs av Charles Howard Curran 1927.  Carcelia vexor ingår i släktet Carcelia och familjen parasitflugor. Inga underarter finns listade i Catalogue of Life.